# Shawlin
Conrado Vieira (Rio de Janeiro, 1984), famoso pelo seu nome artístico Shawlin e atualmente conhecido como Cachorro Magro é um rapper, cantor, compositor e produtor brasileiro. Iniciou sua carreira aos 15 anos quando gravou seu primeiro som, "Aliança", que entrou na coletânea Zoeira Hip Hop de 1999. Entrou no coletivo Quinto Andar (o primeiro fenômeno musical brasileiro da Internet), foi produtor e destaque do álbum Piratão, lançado em 2005, e foi o primeiro rapper brasileiro a ter um site na Internet.
Pouco antes, lançou o EP solo E a Vida Continua. Em 2007, com o fim do coletivo Quinto Andar, lançou o seu álbum de estreia, intitulado Ruas Vazias, que teve a participação de Sam the Kid, rapper de Portugal, na canção "Amigos". Na música "Neblina", defende a legalização da maconha. Em 2009, lançou o álbum "Ordem de Despejo", do coletivo Subsolo, com integrantes remanescentes do Quinto Andar. Em 2010, participou do programa Manos e Minas, da TV Cultura.
Após o álbum (Ordem de Despejo) pelo Subsolo, Shawlin, como era conhecido, passou a ser Shaw e em 2012 o rapper lançou o álbum chamado "Orquestra Simbólica". Um álbum completo que retrata situações do nosso cotidiano, na faixa 3 "Nasce o Vilão - Criando Monstros" Shaw dá indícios de como seria o seu próximo álbum.
Em 22 de abril de 2013 divulgou em sua página no facebook, uma letra chamada a "A Morte de Shaw" que falava sobre um fim de relacionamento duradouro e como esse término deixou chagas irreparáveis, causando a "morte" de Shaw e o nascimento do Cachorro Magro, a nova alcunha do rapper. Essa letra depois se tornaria a música "Fim" que foi a primeira divulgada sob o novo nome. Após isso já lançou mais 3 músicas, "Late igual cachorro" e "BANG" (em parceria com a dupla brasileira de trap music, Tropkillaz)," Adeus velha era" muito mais voltadas pra causar impacto na sociedade que seus trabalhos anteriores, num novo tom extremamente agressivo e com o intuito de fazer o seu público repensar o mundo em que vivemos.
Em Janeiro de 2015 o Cachorro Magro (Shaw) lançou seu EP intitulado como "O Inferno Do Cachorro Magro" com a produção do Tropkillaz. Um álbum totalmente voltado para o trap, que conta como foi a sua transição de vida após o álbum Orquestra Simbólica.

## Discografia

### Com oQuinto Andar
Álbuns de estúdio
- Piratão (2005)

### Com o Subsolo
Álbuns de estúdio
- Ordem de Despejo (2008)

### Carreira solo
Álbuns de estúdio
- Ruas Vazias (2007), como Shawlin
- Orquestra Simbólica (2012), como Shaw

EPs
- E a Vida Continua (2001), como Shawlin
- O Inferno do Cachorro Magro (O EP. do Vilão) (2015), como Cachorro Magro